# Drago Vidic
Drago Vidic, slovenski nordijski kombinatorec, * 1960, Bled.
Vidic je za Jugoslavijo nastopil na Zimskih olimpijskih igrah 1984 v Sarajevu, kjer je odstopil.